# Live at the Village Vanguard (album de Solal)
Pour les articles homonymes, voir Live at the Village Vanguard.
Albums de Martial Solal
Solitude
(2008) Works for Piano and Two Pianos
(2015)
Live at the Village Vanguard (I Can't Give You Anything but Love) est un album en solo du pianiste de jazz français Martial Solal, sorti en 2008 sur le label CamJazz enregistré au Village Vanguard à New York.

## À propos de l'album
Après Fred Hersch, Martial Solal est seulement le deuxième pianiste à jouer toute une semaine en piano solo au Village Vanguard. Lorraine Gordon, la gérante du club, a insisté pour qu'il vienne jouer. C'est le premier enregistrement au Village Vanguard en piano solo publié.
Solal explore sur ce disque des standards connus : « J'ai pioché dans le patrimoine américain la cinquantaine de morceaux retenus pendant ces huit concerts du début octobre 2007 au Vanguard. ». Le public, qui connaît ces morceaux, s'est montré très réceptif, étant à même d'apprécier le travail de déconstruction effectué par Solal.
La version de On Green Dolphin Street est nommée aux Grammy Awards en 2010 en tant que « meilleur solo improvisé ».

## Réception critique
L'album a été unanimement acclamé par la critique (AllMusic, Focus Vif, Citizen Jazz, Libération, All About Jazz, etc.) Pour Alex Dutilh (Jazzman), l'album est « magistral ».

## Liste des pistes
| No  | Titre                              | Musique                              | Durée |
| --- | ---------------------------------- | ------------------------------------ | ----- |
| 1.  | Intro 1                            |                                      | 0:40  |
| 2.  | On Green Dolphin Street            | B. Kaper/N. Washington               | 7:15  |
| 3.  | Lover Man                          | J. E. Davis/R. J. Ramirez/J. Sherman | 7:13  |
| 4.  | I Can't Give You Anything but Love | J. McHugh/D. Fields                  | 4:52  |
| 5.  | Centre de Gravité                  | Martial Solal                        | 5:10  |
| 6.  | Ramage                             | Martial Solal                        | 5:26  |
| 7.  | 'Round Midnight                    | Thelonius Monk                       | 6:32  |
| 8.  | Have You Met Miss Jones            | L. Hart/ R. Rodgers                  | 3:35  |
| 9.  | The Last Time I Saw Paris          | O. Hammerstein/J. Kern               | 4:17  |
| 10. | Intro 2                            |                                      | 0:10  |
| 11. | Corcovado                          | A. C. Jobim                          | 4:17  |

## Personnel
- Martial Solal - piano